# Dymnivka dutá
Dymnivka dutá (Corydalis cava) je vytrvalá bylina z čeledi makovitých, původní čeleď zemědýmovité byla taxonomickým systémem APG III zrušena. Celá rostlina, zejména hlíza, je jedovatá. Obsahuje až 6% alkaloidů v sušině. Z dymnivky duté se tak dá vyrobit silný opiát.[zdroj?]

## Popis
Dymnivka dutá dorůstá výšky asi 15 – 30 cm. Je to trvalka - každý rok raší z duté kulovité hlízy. Na přímé lodyze bývají většinou dva střídavě postavené, dvakrát trojčetné sivozelené krátce řapíkaté listy.
Květenství je bohatý hrozen, jednotlivé kvítky vyrůstají z úžlabí listenů. Květy jsou špinavě růžové nebo nažloutle bílé. Stavba květu je charakteristická pro bývalou čeleď zemědýmovité - mají dva pysky s dlouhou zakřivenou ostruhou. Dymnivka kvete v březnu až květnu, je totiž rostlinou jarního aspektu - využívá doby, kdy stromy nejsou olistěné.
Plodem jsou podlouhlé, 2 – 2,5 cm dlouhé, tobolky obsahující několik kulovitých, hladkých černých semen o průměru 2 – 3 mm.

## Lidové názvy
Blúd, dýmnica, dýmnivka, holubí vole, holvorc, housátka, hrbolec, hulvor, husičky, hužvor, jablko vlčí, kohouti, kohoutky, kukačka, kukučky, pižmo, podrazec, podražec, podražec bílý, podražej, podražek bílej, podražec okrouhlý, podražec červený, podražica dutá, polní rutka planá, rostoka, séreček, slepičky, smetaník, sračky, tvarožník, zeměžluč.

## Výskyt
Dymnivka dutá preferuje vlhké, kypré a humózní půdy. Proto je svým výskytem vázána na parky či světlé lesy a křoviny, někdy i zahrady, okraje potoků a louky. Hlízy jsou uloženy hluboko v zemi a proto je to rostlina stálá a těžce vyhubitelná.
Vyskytuje se v celé Evropě, vyjma západu a severu, přibližně po 55° s. š., na východ po povodí Donu a na jihovýchod po pohoří Kavkaz.
V ČR nejčastěji roste v severní polovině Čech a na jihozápadní a severní Moravě. Ve vyšších polohách je vzácná.

## Obsahové látky
Obsahuje více než 20 alkaloidů, Základní z nich je bulbokapnin, vedle toho korydalin, korybulbin, korybuterin, korydin aj.  Jejich množství závisí na životních podmínkách rostliny.

## Účinky
Droga snižuje krevní tlak a tlumí střevní peristaltiku. Působí na ústřední nervovou soustavu, ochrnuje činnost předního mozku a prodloužené míchy Větší dávky vyvolávají stavy podobné zánětu mozkových blan. Extrakt má spasmolytické účinky.
Čistý bulbokapnin obvykle zasahuje CNS a navodí katatonický stav směřující k omezení motorické aktivity a k potlačení všech volních a reflexních pohybů. V tomto stavu svalstvo zcela ochabne a končetiny zůstávají v bizarních polohách. Bulbokapnin je antagonistou serotoninu, noradrenalinu a katecholaminů v mozku.

## Užití
Kdysi se v terapii používala sušená hlíza jako spazmolytikum a anthelmintikum, dnes se nepoužívá ani v lidovém léčitelství. Droga se používala také (pouze v rukou lékaře) při těžkých nervových poruchách, závratích a při duševních nemocech. Dnes pouze k izolaci alkaloidů. Bulbokapnin se aplikuje při třesu a protože je považován za inhibitor bílkoviny amyloidu beta, slibuje potenciál v terapii Alzheimerovy choroby.

## Sběr a úprava
Hlíza se sbírá v době vegetačního klidu. Očistí se a rychle usuší. Droga je omamného pachu, chuti ostře hořké. Nevykupuje se. Ostatní druhy dymnivek se v léčitelství nevyužívají, ačkoli také obsahují alkaloidy. Proto je i s nimi třeba zacházet opatrně.

## Včelařství
Je dobrou nektarodárnou i pylodárnou rostlinou. Snůška z dymnivky je významnou podněcovací snůškou v jarním období.

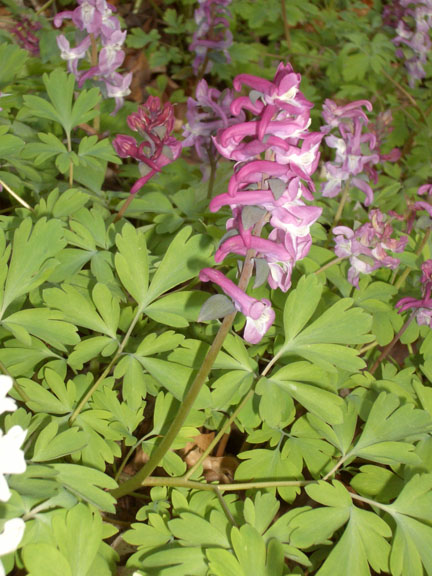
Detail květu
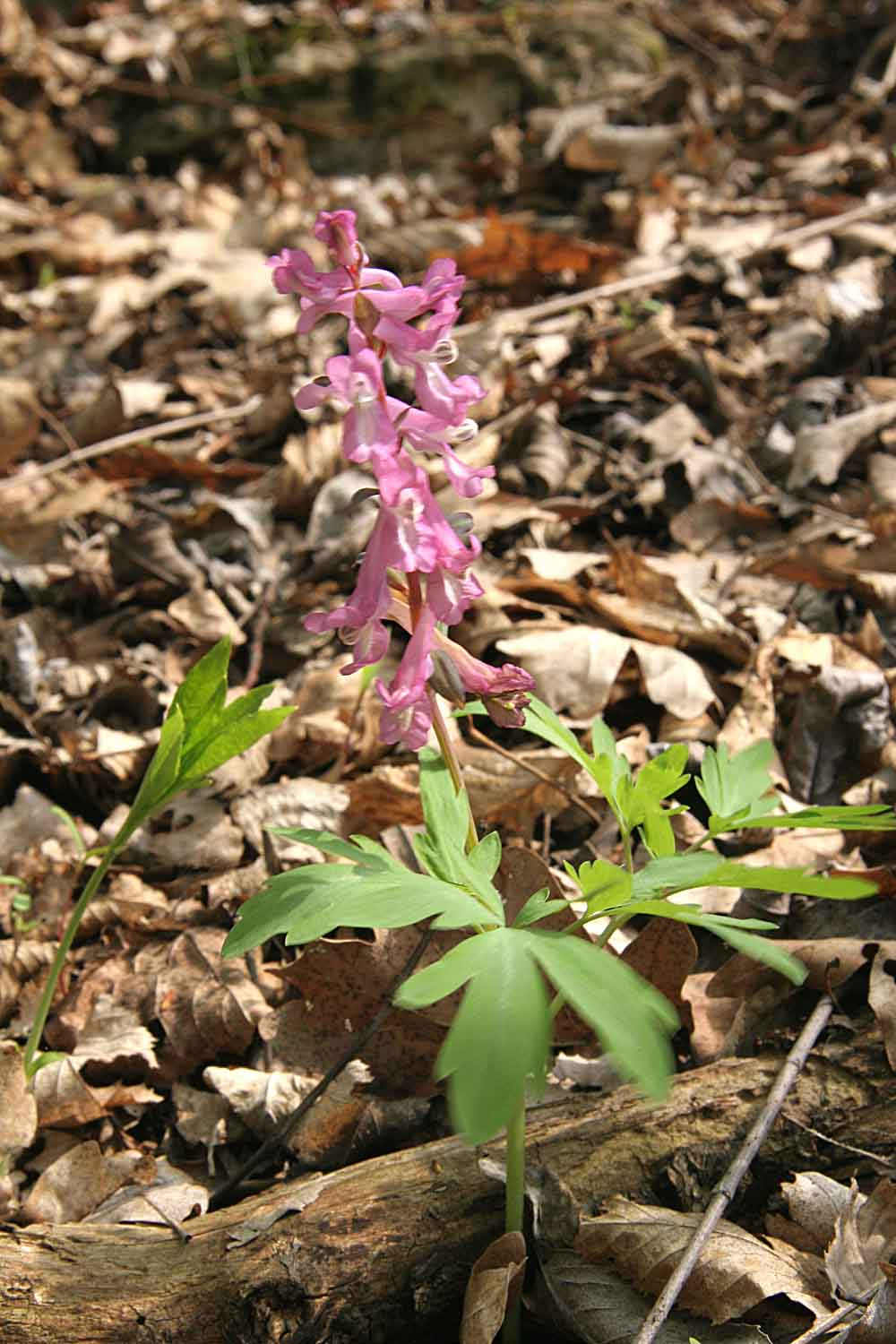
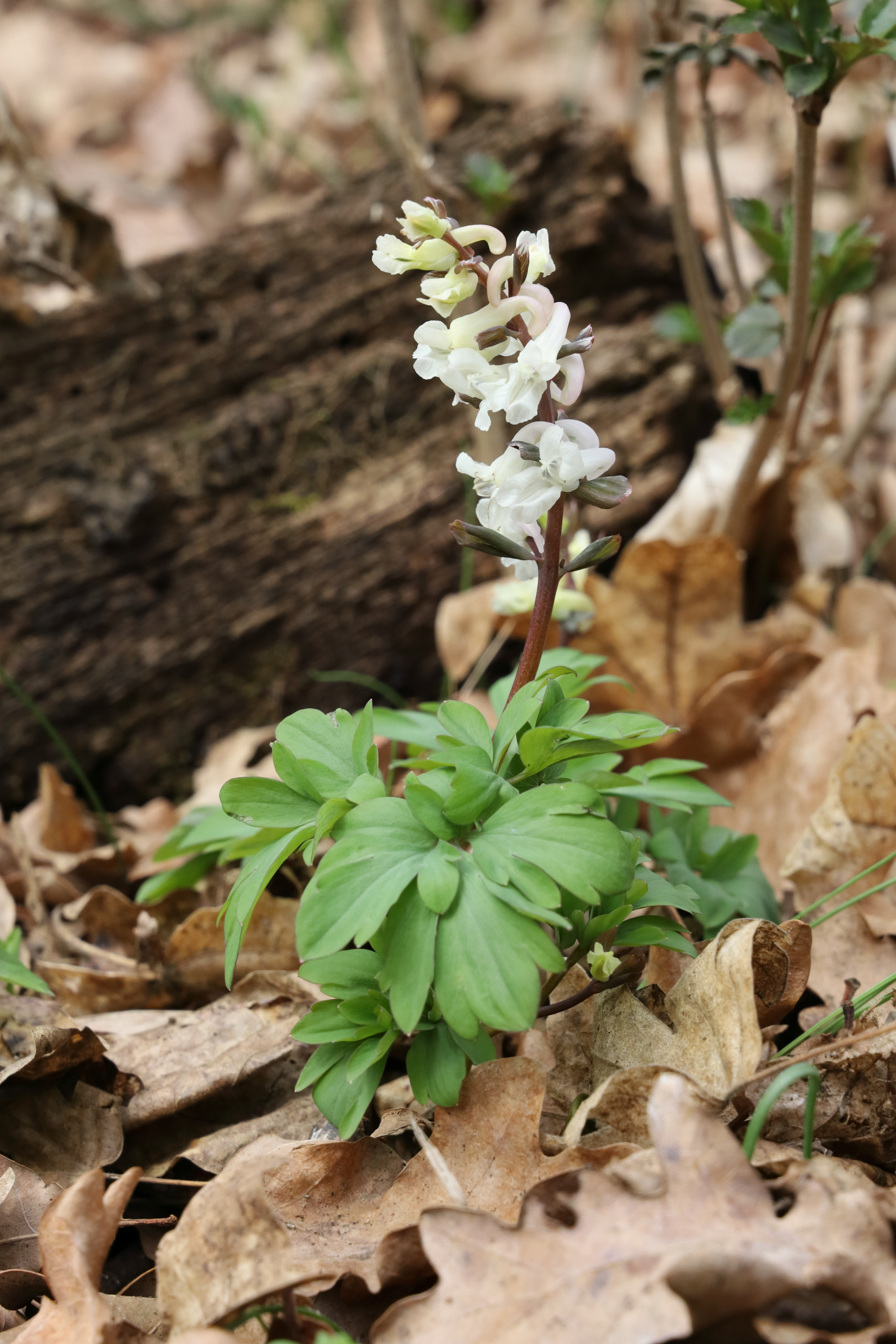
Bílá forma květů